# Anthony Sauthier
Anthony Sauthier (sinh ngày 5 tháng 2 năm 1991 Thụy Sĩ) là một cầu thủ bóng đá người Thụy Sĩ hiện tại thi đấu ở vị trí tiền vệ cho Servette FC tại Swiss Challenge League.